# Sieboldius deflexus
Sieboldius deflexus е вид водно конче от семейство Gomphidae. Видът не е застрашен от изчезване.

## Разпространение и местообитание
Разпространен е в Китай (Гуандун, Джъдзян и Фудзиен), Провинции в КНР и Тайван.
Обитава сладководни басейни и потоци.

## Описание
Популацията на вида е стабилна.